# Monblanc
Monblanc (Montblanc en gascon) est une commune française située dans le sud-est du département du Gers en région Occitanie. Sur le plan historique et culturel, la commune est dans le Savès, une petite province gasconne correspondant au cours moyen de la Save.
Exposée à un climat océanique altéré, elle est drainée par la Lieuze et par divers autres petits cours d'eau.
Monblanc est une commune rurale qui compte 391 habitants en 2022, après avoir connu un pic de population de 781 habitants en 1846.  Elle fait partie de l'aire d'attraction de Toulouse. Ses habitants sont appelés les Monblanais ou  Monblanaises.

## Géographie

### Localisation
Monblanc est une commune de l'aire d'attraction de Toulouse située dans le Savès dans le bassin de la Lieuze.

### Communes limitrophes
Monblanc est limitrophe de six autres communes.
Les communes limitrophes sont  Nizas, Pébées, Saint-Loube, Samatan, Sauvimont et Savignac-Mona.
|           | Nizas       | Savignac-Mona |
| Samatan   | Monblanc    | Pébées        |
| Sauvimont | Saint-Loube |               |

### Géologie et relief
La superficie de la commune est de 1 326 hectares ; son altitude varie de 165  à   268 mètres.
Monblanc se situe en zone de sismicité 1 (sismicité très faible).

### Hydrographie

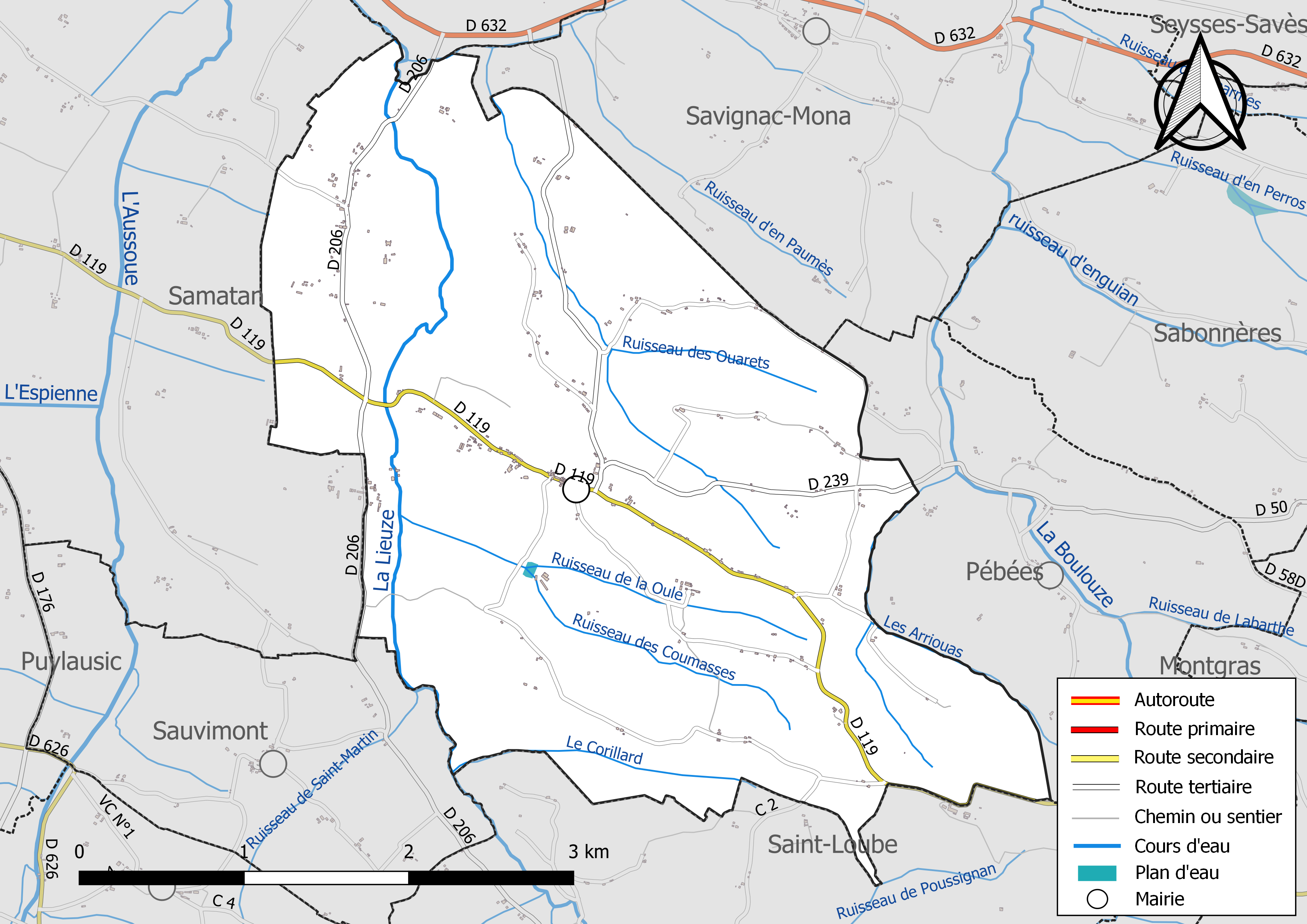
Réseaux hydrographique et routier de Monblanc.

La commune est dans le bassin de la Garonne, au sein du bassin hydrographique Adour-Garonne. Elle est drainée par la Lieuze, le Corillard, Les Arriouas, le ruisseau de la Oule, le ruisseau d'en Paumès, le ruisseau des Coumasses, le ruisseau des Ouarets et par deux petits cours d'eau, qui constituent un réseau hydrographique de 18 km de longueur totale,.
La Lieuze, d'une longueur totale de 15,9 km, prend sa source dans la commune du Pin-Murelet et s'écoule vers le nord. Elle traverse la commune et se jette dans l'Aussoue à Nizas, après avoir traversé 8 communes.

### Climat
Pour des articles plus généraux, voir Climat de l'Occitanie et Climat du Gers.
En 2010, le climat de la commune est de type climat du Bassin du Sud-Ouest, selon une étude s'appuyant sur une série de données couvrant la période 1971-2000. En 2020, Météo-France publie une typologie des climats de la France métropolitaine dans laquelle la commune est exposée à un climat océanique altéré et est dans la région climatique Aquitaine, Gascogne, caractérisée par une pluviométrie abondante au printemps, modérée en automne, un faible ensoleillement au printemps, un été chaud (19,5 °C), des vents faibles, des brouillards fréquents en automne et en hiver et des orages fréquents en été (15 à 20 jours).
Pour la période 1971-2000, la température annuelle moyenne est de 13,3 °C, avec une amplitude thermique annuelle de 15,9 °C. Le cumul annuel moyen de précipitations est de 743 mm, avec 9,3 jours de précipitations en janvier et 6,1 jours en juillet. Pour la période 1991-2020, la température moyenne annuelle observée sur la station météorologique la plus proche, située sur la commune de Lahas à 13 km à vol d'oiseau, est de 13,9 °C et le cumul annuel moyen de précipitations est de 633,5 mm,. Pour l'avenir, les paramètres climatiques de la commune estimés pour 2050 selon différents scénarios d’émission de gaz à effet de serre sont consultables sur un site dédié publié par Météo-France en novembre 2022.

### Milieux naturels et biodiversité
Aucun espace naturel présentant un intérêt patrimonial n'est recensé sur la commune dans l'inventaire national du patrimoine naturel,,.

## Urbanisme

### Typologie
Au 1er janvier 2024, Monblanc est catégorisée commune rurale à habitat très dispersé, selon la nouvelle grille communale de densité à sept niveaux définie par l'Insee en 2022.
Elle est située hors unité urbaine. Par ailleurs la commune fait partie de l'aire d'attraction de Toulouse, dont elle est une commune de la couronne,. Cette aire, qui regroupe 527 communes, est catégorisée dans les aires de 700 000 habitants ou plus (hors Paris),.

### Occupation des sols
L'occupation des sols de la commune, telle qu'elle ressort de la base de données européenne d’occupation biophysique des sols Corine Land Cover (CLC), est marquée par l'importance des territoires agricoles (96,9 % en 2018), une proportion identique à celle de 1990 (96,9 %). La répartition détaillée en 2018 est la suivante : 
terres arables (84,7 %), zones agricoles hétérogènes (12,2 %), forêts (3,1 %). L'évolution de l’occupation des sols de la commune et de ses infrastructures peut être observée sur les différentes représentations cartographiques du territoire : la carte de Cassini (XVIIIe siècle), la carte d'état-major (1820-1866) et les cartes ou photos aériennes de l'IGN pour la période actuelle (1950 à aujourd'hui).

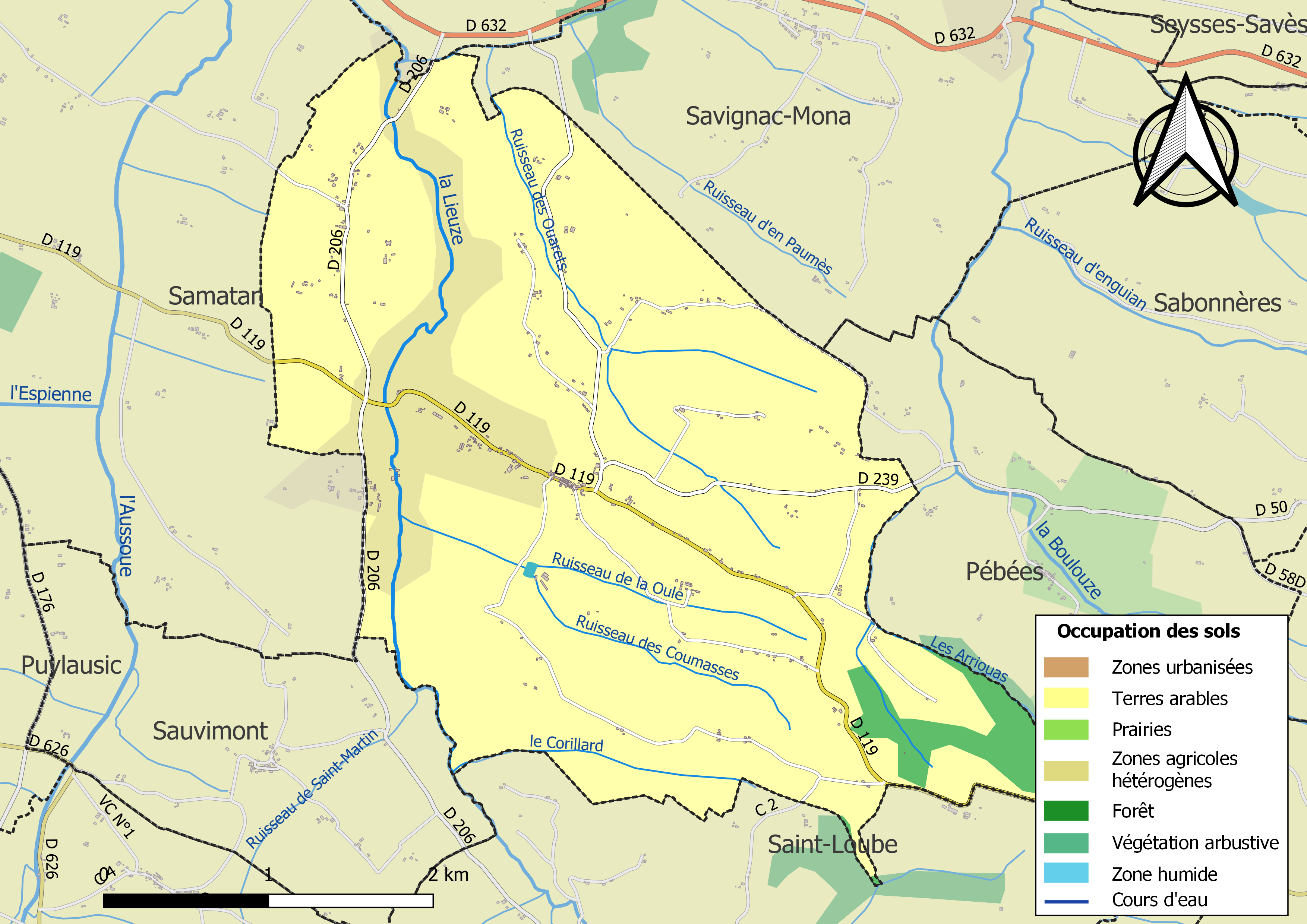
Carte des infrastructures et de l'occupation des sols de la commune en 2018 (CLC).

### Voies de communication et transports
Accès avec les routes départementales D 634 et D 160.

### Risques majeurs
Le territoire de la commune de Monblanc est vulnérable à différents aléas naturels : météorologiques (tempête, orage, neige, grand froid, canicule ou sécheresse) et séisme (sismicité très faible). Un site publié par le BRGM permet d'évaluer simplement et rapidement les risques d'un bien localisé soit par son adresse soit par le numéro de sa parcelle.

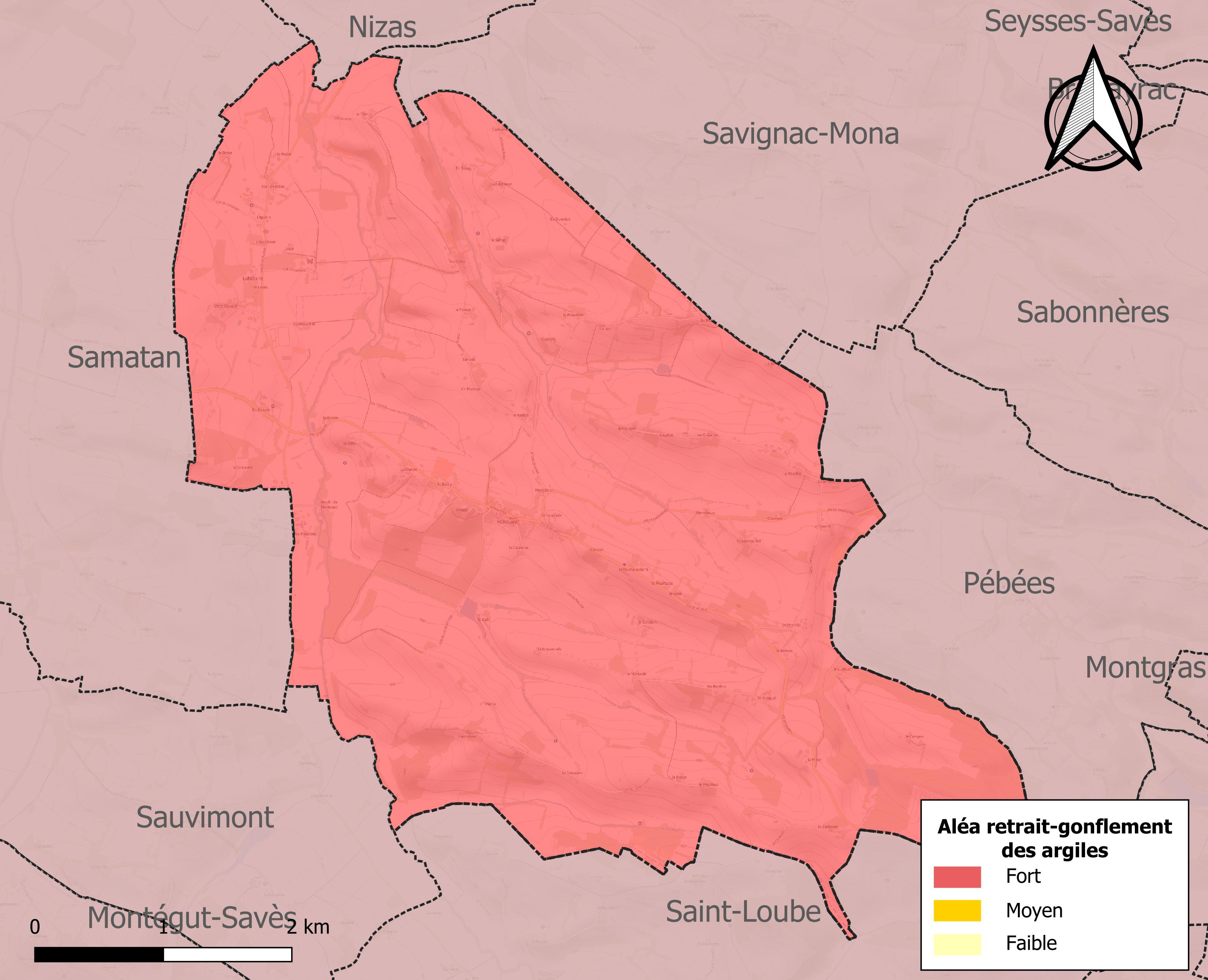
Carte des zones d'aléa retrait-gonflement des sols argileux de Monblanc.

Le retrait-gonflement des sols argileux est susceptible d'engendrer des dommages importants aux bâtiments en cas d’alternance de périodes de sécheresse et de pluie. La totalité de la commune est en aléa moyen ou fort (94,5 % au niveau départemental et 48,5 % au niveau national). Sur les 176 bâtiments dénombrés sur la commune en 2019, 176 sont en aléa moyen ou fort, soit 100 %, à comparer aux 93 % au niveau départemental et 54 % au niveau national. Une cartographie de l'exposition du territoire national au retrait gonflement des sols argileux est disponible sur le site du BRGM,.
Par ailleurs, afin de mieux appréhender le risque d’affaissement de terrain, l'inventaire national des cavités souterraines permet de localiser celles situées sur la commune.
La commune a été reconnue en état de catastrophe naturelle au titre des dommages causés par les inondations et coulées de boue survenues en 1999 et 2009. Concernant les mouvements de terrains, la commune a été reconnue en état de catastrophe naturelle au titre des dommages causés par la sécheresse en 1989, 1992, 1993, 1998, 2002, 2003, 2012 et 2017 et par des mouvements de terrain en 1999.

## Politique et administration

### Administration municipale
Le nombre d'habitants au recensement de 2011 étant compris entre 100 et 499, le nombre de membres du conseil municipal pour l'élection de 2014 est de onze,.

### Rattachements administratifs et électoraux
Commune faisant partie de l'arrondissement d'Auch de la communauté de communes du Savès (Gers) et du canton de Val de Save (avant le redécoupage départemental de 2014, Monblanc faisait partie de l'ex-canton de Samatan).

### Liste des maires
| Période                                  | Période                 | Identité      | Étiquette | Qualité                    |
| ---------------------------------------- | ----------------------- | ------------- | --------- | -------------------------- |
| mars 2001                                | 2 décembre 2015 (décès) | Bernard Ribes |           |                            |
| 15 février 2016                          | En cours                | Alain Gateau  |           | Retraité Fonction publique |
| Les données manquantes sont à compléter. |                         |               |           |                            |

## Population et société

### Démographie
L'évolution du nombre d'habitants est connue à travers les recensements de la population effectués dans la commune depuis 1793. Pour les communes de moins de 10 000 habitants, une enquête de recensement portant sur toute la population est réalisée tous les cinq ans, les populations de référence des années intermédiaires étant quant à elles estimées par interpolation ou extrapolation. Pour la commune, le premier recensement exhaustif entrant dans le cadre du nouveau dispositif a été réalisé en 2005.

En 2022, la commune comptait 391 habitants, en évolution de +11,71 % par rapport à 2016 (Gers : +1,04 %, France hors Mayotte : +2,11 %).
| 1793 | 1800 | 1806 | 1821 | 1831 | 1841 | 1846 | 1851 | 1856 |
| ---- | ---- | ---- | ---- | ---- | ---- | ---- | ---- | ---- |
| 474  | 478  | 511  | 527  | 608  | 764  | 781  | 724  | 769  |

| 1861 | 1866 | 1872 | 1876 | 1881 | 1886 | 1891 | 1896 | 1901 |
| ---- | ---- | ---- | ---- | ---- | ---- | ---- | ---- | ---- |
| 751  | 711  | 685  | 671  | 606  | 586  | 579  | 532  | 524  |

| 1906 | 1911 | 1921 | 1926 | 1931 | 1936 | 1946 | 1954 | 1962 |
| ---- | ---- | ---- | ---- | ---- | ---- | ---- | ---- | ---- |
| 511  | 504  | 428  | 426  | 429  | 433  | 381  | 325  | 300  |

| 1968 | 1975 | 1982 | 1990 | 1999 | 2005 | 2006 | 2010 | 2015 |
| ---- | ---- | ---- | ---- | ---- | ---- | ---- | ---- | ---- |
| 288  | 270  | 276  | 251  | 286  | 336  | 344  | 368  | 352  |

| 2020 | 2022 | - | - | - | - | - | - | - |
| ---- | ---- | - | - | - | - | - | - | - |
| 379  | 391  | - | - | - | - | - | - | - |

| selon la population municipale des années : | 1968 | 1975 | 1982 | 1990 | 1999 | 2006 | 2009 | 2013 |
| Rang de la commune dans le département      | 148  | 112  | 136  | 138  | 115  | 92   | 92   | 98   |
| Nombre de communes du département           | 466  | 462  | 462  | 462  | 463  | 463  | 463  | 463  |

### Enseignement
Monblanc fait partie de l'académie de Toulouse.

### Activités sportives
Chasse, pétanque,

## Économie

### Revenus
En 2018  (données Insee publiées en septembre 2021), la commune compte 155 ménages fiscaux, regroupant 357 personnes. La médiane du revenu disponible par unité de consommation est de 20 470 € (20 820 € dans le département).

### Emploi
|                | 2008  | 2013  | 2018  |
| -------------- | ----- | ----- | ----- |
| Commune        | 6,1 % | 7,5 % | 5,8 % |
| Département    | 6,1 % | 7,5 % | 8,2 % |
| France entière | 8,3 % | 10 %  | 10 %  |

En 2018, la population âgée de 15 à 64 ans s'élève à 214 personnes, parmi lesquelles on compte 85,8 % d'actifs (80 % ayant un emploi et 5,8 % de chômeurs) et 14,2 % d'inactifs,. En  2018, le taux de chômage communal (au sens du recensement) des 15-64 ans est inférieur à celui de la France et département, alors qu'en 2008 il était supérieur à celui du département et inférieur à celui de la France.
La commune fait partie de la couronne de l'aire d'attraction de Toulouse, du fait qu'au moins 15 % des actifs travaillent dans le pôle,. Elle compte 57 emplois en 2018, contre 41 en 2013 et 45 en 2008. Le nombre d'actifs ayant un emploi résidant dans la commune est de 173, soit un indicateur de concentration d'emploi de 32,7 % et un taux d'activité parmi les 15 ans ou plus de 64,3 %.
Sur ces 173 actifs de 15 ans ou plus ayant un emploi, 28 travaillent dans la commune, soit 16 % des habitants. Pour se rendre au travail, 88,5 % des habitants utilisent un véhicule personnel ou de fonction à quatre roues, 1,1 % les transports en commun, 1,5 % s'y rendent en deux-roues, à vélo ou à pied et 8,8 % n'ont pas besoin de transport (travail au domicile).

### Activités hors agriculture
27 établissements sont implantés  à Monblanc au 31 décembre 2019. Le tableau ci-dessous en détaille le nombre par secteur d'activité et compare les ratios avec ceux du département,.
Le secteur de la construction est prépondérant sur la commune puisqu'il représente 29,6 % du nombre total d'établissements de la commune (8 sur les 27 entreprises implantées  à Monblanc), contre 14,6 % au niveau départemental.

### Agriculture
La commune est dans l'Astarac, une petite région agricole englobant tout le Sud du départementdu Gers, un quart de sa superficie, et correspond au pied de lʼéventail gascon. En 2020, l'orientation technico-économique de l'agriculture  sur la commune est la polyculture et/ou le polyélevage.
|               | 1988 | 2000 | 2010  | 2020  |
| ------------- | ---- | ---- | ----- | ----- |
| Exploitations | 34   | 26   | 15    | 13    |
| SAU (ha)      | 942  | 912  | 1 000 | 1 259 |

Le nombre d'exploitations agricoles en activité et ayant leur siège dans la commune est passé de 34 lors du recensement agricole de 1988  à 26 en 2000 puis à 15 en 2010 et enfin à 13 en 2020, soit une baisse de 62 % en 32 ans. Le même mouvement est observé à l'échelle du département qui a perdu pendant cette période 51 % de ses exploitations,. La surface agricole utilisée sur la commune a quant à elle augmenté, passant de 942 ha en 1988 à 1 259 ha en 2020. Parallèlement la surface agricole utilisée moyenne par exploitation a augmenté, passant de 28 à 97 ha.

## Culture locale et patrimoine

### Lieux et monuments
- Église Saint-Barthélemy de Monblanc à clocher-mur avec cinq cloches[36]. Une horloge fut placée sur le clocher en 1866[36].
- Église Saint-Étienne de Lahillaire à clocher-mur avec trois cloches[37].

### Personnalités liées à la commune
- Jean Bertin, inventeur de l'aérotrain, est inhumé à Monblanc.
- Germain Jousse, résistant compagnon de la Libération, est mort dans la commune.